# سرگردان (فیلم ۱۹۹۲)
سرگردان (به انگلیسی: The Vagrant) فیلمی محصول سال ۱۹۹۲ و به کارگردانی کریس والاس است. در این فیلم بازیگرانی همچون بیل پکستون، مایکل ایرون‌ساید، مارشال بل، کالین کمپ، مارک مک‌کلور، استوارت پنکین، پاتریکا داربو و میتزی کپچر ایفای نقش کرده‌اند.